# Eugénie của Leuchtenberg
Eugénie Hortense Auguste Napoléone, được gọi là Eugénie của Leuchtenberg (tên đầy đủ: Eugénie Hortense Auguste Napoléone Beauharnais; 22 tháng 12 năm 1808 - 01 tháng 09 năm 1847) là một Công nữ Đức gốc Pháp. Bà là con gái thứ hai của Phó vương Ý Eugène de Beauharnais và Auguste của Bayern, đồng thời là thành viên của Gia tộc Beauharnais. Năm 1826, cô kết hôn với Konstantin I xứ Hohenzollern-Hechingen thuộc Vương tộc Hohenzollern.
Cha của bà, Eugène de Beauharnais, là con của Tử tước Alexandre de Beauharnais (bị xử chém trong Triều đại Khủng bố) và Joséphine Tascher de La Pagerie, sau tái hôn với Napoleon Bonaparte và trở thành Hoàng hậu đầu tiên của Đệ Nhất Đế chế Pháp. Bản thân cha của bà cũng được Hoàng đế Napoleon nhận làm con nuôi và được phong nhiều chức tước, với địa vị là Hoàng tử của Đế chế Pháp, ông trở thành thành viên của Hoàng gia Pháp dù không mang Họ Bonaparte. Sau khi lên ngôi vua của Vương quốc Ý, Hoàng đế Napoleon đã bổ nhiệm cha bà làm Phó vương của Ý.
Eugenie gọi Quốc vương Bayern, Maximilian I là ông ngoại, vì mẹ của bà là con gái lớn của vị vua này. Bà cũng là em họ đầu tiên của Hoàng đế Napoléon III của Pháp và Francis Joseph I của Áo. Các anh chị em ruột của bà được gả vào các hoàng tộc cao quý của châu Âu thời bấy giờ. Trong đó người chị cả Joséphine xứ Leuchtenberg trở thành vương hậu của Thụy Điển và Na Uy, người em gái Amélie xứ Leuchtenberg trở thành Hoàng hậu của Đế quốc Brasil, người anh trai lớn là Auguste, Công tước xứ Leuchtenberg kết hôn với Nữ vương Maria II của Vương quốc Bồ Đào Nha.